# 英國廣播公司國際頻道
英國廣播公司國際頻道（英語：BBC World Service）是英国广播公司下屬的廣播服務，也是獲國際廣泛認識的國際廣播電台，以32種語言以短波及互聯網對全世界進行廣播。英國廣播公司國際頻道是由英國的電視授權費、廣告收入及BBC工作室的收益支持，不再由英國政府出資支持。其中最主要的英文廣播是24小時不間斷。在2009年6月英國廣播公司的報告中，國際頻道的每周聽眾高達1億8千8百萬人。

## 歷史

英國廣播公司國際頻道前標誌，2008年-2019年。

英國廣播公司國際頻道前標誌，2019年-2022年。

英國廣播公司國際頻道的前身是英國廣播公司帝國服務（BBC Empire Service），創建於1932年，當時廣播的對象是身處大英帝國英倫三島以外其它領土以英語爲母語的國民。此外，也是當年英皇喬治五世對全大英帝國，以及現今英皇對全英聯邦國家進行聖誕致詞的重要途径。

## 亞洲地區廣播
在過去的十年，国际频道在亞洲地區擁有最多數量的聽眾。在東亞地區，國際頻道在泰國設有中轉站。本來國際頻道設在香港，但於1997年香港主權移交後轉至中國。在新加坡和香港，國際頻道的英文廣播被視爲當地的電台廣播，市民可以以调频和中波的形式收聽。國際頻道已與香港電台和新加坡新傳媒私人有限公司簽訂轉播協議。此外，國際頻道在新加坡西北部郊區也有一座克蘭芝轉播站，是英國廣播公司在東南亞的一個短波轉播站，于1963年启用。
2021年2月12日，在中国国家广播电视总局禁止英國廣播公司世界新聞頻道在中華人民共和国境内落地後，香港电台宣布當晚11時起不再轉播英國廣播公司國際頻道及粵語廣播節目《BBC时事一周》。香港電台節目製作人員工會表示对这个决定感到失望。

### 中國大陸地區的廣播
由於英國廣播公司國際頻道會報道一些中國大陸當局認爲敏感的新聞。因此在中國大陸地區，人們不能正常收聽英國廣播公司國際頻道的國語廣播。但BBC的英语和韩语广播等非中文语言广播则不受影响。
2011年，BBC决定停止中文普通话广播。2011年3月25日北京时间晚10点30分到11点30分，BBC中文普通话广播播出中文普通话70年歷程特别节目。北京时间2011年3月25日晚11点30分，伴随着《友谊地久天长》乐曲声，BBC中文普通话广播正式结束其70年的播音，其租用的发射台全部停止向中国大陆转播英国BBC的中文普通话节目。2011年4月11日北京时间19时，BBC中文普通话广播的三分钟整点新闻简报正式开始在BBC中文网站上播出，同时还提供采访、报道等音频服务。

### 香港地区的廣播
香港電台第六台於1989年12月3日啟播時以英語廣播，全日二十四小時轉播英國廣播公司國際頻道。在香港電台第六台啟播之前，英國廣播公司國際頻道的節目只於每日下午五時至翌日清晨的時段內於香港電台第五台轉播。
因應行政長官會同行政會議於2017年3月28日決定停止本地數碼聲音廣播服務，港台於2017年9月3日午夜12時正式終止數碼聲音廣播服務，而《香港電台約章》規定香港電台需轉播國家電台的節目，因此香港電台第六台改為轉播中央人民廣播電台香港之聲，英國廣播公司國際頻道之節目曾改為於每晚11時至早上7時由香港電台第四台轉播。
其後由於中華人民共和國國家廣播電視總局不允許英國廣播公司世界新聞台繼續在中國境內落地，對其新一年度落地申請亦不予受理，該轉播安排亦於香港時間2021年2月12日早上7時結束。同日晚上11時起，香港電台第四台不再轉播英國廣播公司國際頻道，每晚改為與香港電台第三台聯合廣播至翌日早上7時。香港電台第三台與香港電台第四台聯播之安排於2021年4月1日早上7時結束。与此同时香港电台第一台亦不再播放BBC制作等粤语新闻节目《时事一周》。

## BBC國際頻道英语广播落地频率表
- 新加坡 FM88.9（24小时转播）
- 台湾
  - 国立教育广播电台（06:00-07:00/23:00-24:00）转播（台東 FM100.5，玉里FM100.3，花莲FM103.7，台北市/台中MW1494，澎湖FM105.3）
  - 台北国际社区广播电台（06:00-06:30/22:00-23:00）转播（台北市，台中市和高雄市，FM100.1、100.7、100.8）
  - 世新广播电台转播（台北市）FM88.1（10:00-12:00/15:00-16:00/21:00-22:00）、MW729（08:00-10:00/18:00-20:00）
  - 台北广播电台 FM93.1（周一至五06:00-07:00/22:00-23:00）
  - 高雄广播电台 FM94.3（周一至五07:00-07:30）
- 柬埔寨金边 FM100.0、97.5
- 蒙古乌兰巴托 FM103.1
- 澳大利亚堪培拉 FM98.3、105.5、103.9，MW846
- 澳大利亚悉尼 FM98.5、100.9、102.5、97.7，MW630、576、1224、1107
- 澳大利亚达尔文 FM102.5、100.9、95.8、96.9、99.6、104.1，MW657
- 澳大利亚布里斯班 FM103.7、93.3，MW792、936、1296
- 阿富汗喀布尔 FM101.6（24小时转播）
- 孟加拉国达卡 FM100.0
- 文莱斯里巴加湾市 FM90.7、98.7
- 东帝汶帝力 FM95.1
- 斐济苏瓦 FM88.2
- 印度昌迪加尔 FM90.4
- 印度西里古里 FM94.3
- 印度加尔各答 FM90.4
- 印度尼西亚雅加达 FM95.9
- 日本大阪 FM76.5
- 马绍尔群岛 FM98.5（24小时）
- 马尔代夫马累 FM95.6
- 尼泊尔加德满都 FM103.0
- 新西兰奥克兰 MW810（24小时转播）、756，FM101.4
- 新西兰基督城 FM96.9、MW675
- 新西兰惠灵顿 MW567
- 新西兰皇后镇 MW1134
- 帕劳 FM87.9（24小时转播）
- 巴布亚新几内亚莫尔兹比港 FM107.6（24小时转播）
- 菲律宾马尼拉 FM94.3、100.0，MW918、738、810
- 所罗门群岛 FM105.9，MW1035
- 韩国济州岛 FM88.1、88.7
- 斯里兰卡亭可马里 FM99.6
- 斯里兰卡科伦坡 FM95.6、96.4
- 泰国曼谷市 FM107.0、88.0、98.5
- 泰国清迈  FM100.0、106.5
- 泰国华欣 FM102.5
- 泰国普吉岛 FM89.0、90.0、90.5、91.5
- 汤加努库阿洛法 FM90.0，MW1017
- 图瓦卢富纳富提 FM101.0，SW6215
- 瓦努阿图维拉港 FM99.0（24小时转播）

注：以上频率均由当地官方或民营电台转播，有些是24小时转播，有些是分不同时段进行广播。

## BBC短波頻率[13]
| 时间 (GMT)    | 频率 (kHz) |
| ------------- | ---------- |
| 10:00 - 13:00 | 9740       |
| 22:00 - 23:00 | 5890, 9890 |
| 23:00 - 00:00 | 9740       |

## 外部連結
- BBC World Service (英文) （页面存档备份，存于）